# اتواتر (ایلینوی)
اتواتر (به انگلیسی: Atwater) یک منطقهٔ مسکونی در ایالات متحده آمریکا است که در شهرستان مکوپین، ایلینوی واقع شده‌است. اتواتر ۱۹۲٫۹۴ متر بالاتر از سطح دریا واقع شده‌است.